# SAR-Lupe
SAR-Lupe je njemački satelitski izviđački sustav. Sastoji se od pet identičnih malih satelita i zemaljske stanice za satelitsku kontrolu i analizu slike. To je treći u svijetu izviđački sustav s radarskom tehnologijom sintetičke aperture (SAR), koji može pružiti slike visoke rezolucije bilo koje točke na zemlji, bez obzira na vremenske prilike i doba dana. Prethodno su takvi sustavi bili u upotrebi samo u SAD-u i Rusiji, a sada i u Japanu i Italiji. Globalni istraživački sustav upotrebljiv je od prosinca 2007. godine, a potpuni spektar usluga ostvaren je 2008. godine.

## Tehnologija

### Opći podatci za satelite
Sateliti su lansirani između 2006. i 2008. ruskim raketama-nosačima Kosmos-3M s kozmodroma Pleseck u sjevernoj Rusiji. Prvi satelit u orbiti je od prosinca 2006. i uspješno je pušten u rad u siječnju 2007. godine. SAR-Lupe 2 je slijedio kao daljnji satelit 2. srpnja 2007., SAR-Lupe 3 dana 1. studenoga 2007., SAR-Lupe 4 dana 27. ožujka 2008. i SAR-Lupe 5 dana 22. srpnja 2008. godine.
Masa jednog satelita je oko 720 kg, a veličina 4 × 3 × 2 metara. Procijenjeni životni vijek je najmanje 10 godina, s očekivanom godišnjom pouzdanošću od 97 %. Prosječna potrošnja energije je oko 250 vata .
Sateliti kruže u tri različite orbitalne ravnine blizu polarnim orbitama s nagibom od 98 stupnjeva i prosječnom orbitalnom visinom od 500 km.
Budući da se solarne ćelije i usmjerene antene ne mogu zakretati na satelitu, satelit se mora različito usmjeriti ovisno o načinu uporabe. Usklađivanje se postiže uz pomoć magnetskih zavojnica i reakcijskih kotača. Osim toga, hidrazinski potisnici koriste se za orbitalno upravljanje.

#### Radar
Sateliti koriste radar sa sintetičkom aperturom (SAR), s kojim se slike mogu dobiti bez obzira na svjetlosne i vremenske uvjete. Tehnologija SAR omogućuje značajno veću rezoluciju od usporedivog normalnog radara snimanjem cilja više puta iz različitih kutova i uz odgovarajuću naknadnu obradu podataka. Parabolična radarska antena ima promjer od oko 3 m i nepomično je montirana na satelitu, tako da se mora okrenuti do kraja kako bi se radar fiksirao na metu.
Osim što je neovisna o vremenu, radarska tehnologija ima i druge prednosti za vojno izviđanje u usporedbi s optikom: mogu se bolje izmjeriti visinske razlike i odrediti brzine kretanja. Budući da se radarski valovi posebno dobro odbijaju od vode i metala, ljudi i tehničkih uređaja (npr. vozila ili mine) mogu se posebno dobro prepoznati. U nekim slučajevima izviđanje se može provoditi i preko drveća ili maskirnih mreža. Međutim, tehnički je, barem u principu, radar moguće ometati ili čak blokirati uz pomoć ometača.

### Zemaljska stanica
Zemaljska postaja bila je postavljena u Gelsdorfu u blizini Bonna od 2004. do 2006. godine.
Zemaljska postaja podijeljena je na dva segmenta, korisnički (NBS) i satelitski zemaljski segment (SBS). Prvi u biti preuzima odabir cilja i ocjenu slika, SBS se brine za tehničku kontrolu, razmjenu podataka i generiranje slika (satelit sam ne provodi pretprocesiranje, već samo isporučuje neobrađene podatke).

### Prijenos podataka do zemaljske stanice
Veza sa zemaljskom stanicom u osnovi je moguća samo ako je satelit neposredno iznad nje. Iz tog razloga snimljeni podaci moraju se prvo spremiti prije nego što se mogu prenijeti na zemaljsku stanicu i dalje obraditi. Zbog dostupne ugrađene memorije od oko 128 GB broj slika po danu ograničen je na približno 30.
X-pojas se koristi za prijenos podataka (radar zrači preko istog paraboličnog zrcala), kontrolni i telemetrijski podaci se razmjenjuju u šifriranom obliku preko S-pojasa (izravno sa zemaljskom postajom ili preko međusatelitske veze).
Prosječno vrijeme odgovora (vrijeme od zahtjeva do povrata slika) je 11 sati, 95 % zahtjeva će, međutim, potrajati do 19 sati. Mogućnost smanjenja vremena telemetrijskim brodovima ili mobilnim stanicama, kao što je to slučaj sa SAD-om i Rusijom, nije još poznata, ali njemačke oružane snage planiraju još jednu zemaljsku stanicu u Kiruni u Švedskoj kako bi mogle brže prenositi podatke.

## Povijest nastanka i proizvodnje
Sustav SAR-Lupe smatra se jeftinim rješenjem: prethodni projekt Horus otkazan je jer su troškovi od 5 milijarda njemačkih maraka za saveznu vladu bili previsoki. Godine 1998. započeo je rad na sustavu SAR-Lupe koji je izvorno trebao stajati oko 370 milijuna eura.  U planu Bundeswehra za 2008. trenutni ukupni troškovi iznose 746 milijuna eura. To je postignuto s jedne strane ograničavanjem performansi (na primjer, radar se ne može pomicati, umjesto toga mora se rotirati cijeli satelit), ali prije svega korištenjem postojećih pojedinačnih dijelova, malim dizajnom satelita i podugovaranjem s odgovarajućim najjeftinijim dobavljači (manje od polovice pojedinačnih dijelova dolazi iz Njemačke). Konačni ugovor potpisan je u prosincu 2001.

## Vanjske poveznice
- Stranica proizvođača o sustavu  Arhivirana inačica izvorne stranice od 29. srpnja 2022. (Wayback Machine)
- Telepolis: Bundeswehr dobiva oči u svemiru